# Brett Wiesner
Brett Wiesner (St. Louis Park, 12 de mayo de 1983 - Oconomowoc Lake, 5 de julio de 2014) fue un futbolista estadounidense que jugaba en la demarcación de delantero.

## Biografía
Debutó en 2005 a los 22 años de edad con el Seattle Sounders tras formarse en el equipo de fútbol del Washington Huskies. Tras un año jugando en el Seattle Sounders, y habiendo ganado la Copa Cascadia en 2006, fichó por dos años por el Milwaukee Wave. Tras un breve año en el Harrisburg City Islanders, volvió al Milwaukee Wave hasta 2012, año en el que se retiró como futbolista, y ganando en 2010 la Major Indoor Soccer League. Además llegó a jugar un partido con la selección de fútbol sub-20 de los Estados Unidos en 2002.
Falleció el 5 de julio de 2014 en Oconomowoc Lake tras ahogarse mientras nadaba con unos amigos.

## Clubes
| Club                      | País           | Año         |
| ------------------------- | -------------- | ----------- |
| Seattle Sounders          | Estados Unidos | 2005 - 2006 |
| Milwaukee Wave            | Estados Unidos | 2006 - 2008 |
| Harrisburg City Islanders | Estados Unidos | 2008 - 2009 |
| Milwaukee Wave            | Estados Unidos | 2009 - 2012 |